# Bitka pri Paviji
Bitka pri Paviji ali Bitka pri Ticinumu se je odvila leta 271 blizu Ticinuma (Pavia) v Italiji in je povzročila, da je cesar Avrelijan uničil umikajočo se jutungovsko vojsko.

## Ozadje
Leta 271 so Jutungi napadli rimsko Italijo. V bitki pri Placentiji (271) so premagali Avrelijanovo vojsko, vendar jih je na poti v napad na nemočno mesto Rim cesarska vojska v bitki pri Fanu odbila. Jutungi so nato zaprosili za mir, vendar je Avrelijan zavrnil njihovo zahtevo po varnem prehodu. Poskušali so se prebiti nazaj v domovino in se odpravili proti severu po Via Aemilia. Avrelijan je želel odločne zmage, da bi si povrnil poškodovani ugled po porazu pri Placentiji in si povrnil plen, ki so ga Jutungi nosili s seboj. Zato se je odpravil v zasledovanje napadalcev in čakal na najboljši trenutek za napad.

## Bitka
Avrelijan je napadel Jutunge, ko so vstopali na odprte ravnice blizu Ticinuma (Pavije). Uničil je celotno njihovo silo, razen kolone, ki je pobegnila skozi Alpe, vendar je Avrelijan to preostalo silo kasneje ujel v Retiji in jo uničil.

## Posledice
Za zmago je Avrelijan prevzel častni naziv Germanicus Maximus. Njegove zmage so končale invazijo Jutungov, vendar so bili rimski državljani šokirani zaradi velike grožnje, s katero se je soočil sam Rim po porazu pri Placentiji. Vendar so Rimljani grožnjo Germanov in germansko invazijo še vedno dojemali kot verjetno. V odgovor se je Avrelijan odločil, da bo okoli Rima zgradil nov sistem obzidja, ki je postal znan kot Avrelijanov zid. Deli tega obzidja so še danes vidni v Rimu.